# Scenes of Canadian Rockies
Scenes of Canadian Rockies è un cortometraggio muto del 1916. Il nome del regista non viene riportato.

## Produzione
Il film fu prodotto dalla Essanay Film Manufacturing Company.

## Distribuzione
Distribuito dalla General Film Company, il documentario uscì nelle sale cinematografiche USA il 19 gennaio 1916. Nelle proiezioni, veniva programmato con il sistema dello split reel, accorpato in un'unica bobina con un altro cortometraggio, il cartone animato Canimated Nooz Pictorial, No. 4.